# Шумки (Пермский край)
Шумки — деревня в Пермском районе Пермского края. Входит в состав Култаевского сельского поселения.

## Географическое положение
Расположена на левом берегу реки Нижняя Мулянка, к северо-востоку от административного центра поселения, села Култаево.

## Население
| 2010 |
| ---- |
| 60   |

## Улицы
- Малая ул.
- Нижняя ул.
- Светлая ул.

## Топографические карты
- Лист карты O-40-76 Юго-камский. Масштаб: 1 : 100 000. Состояние местности на 1983 год. Издание 1984 г.